# Journal of Statistical Software
Journal of Statistical Software — журнал статистического программного обеспечения (рецензируемый, находящийся в открытом доступе, ISSN −1548-7660, OCLC — 42456366).

## О журнале
Основан в 1996 году в университете Калифорнии и с 2006 года — один из журналов статистической ассоциации США . Публикует статьи, исходный код, рецензии на программы и книги относящиеся к статистическому программному обеспечению.

Импакт-фактор в Journal Citation Reports:
- 2010 — 2.647[3]
- 2012 — 4.91[4]

Считают статистическое программное обеспечение ключевым связующим звеном между статистикой и её
применением в практике и пытаются представлять работы которые демонстрируют совместное развитие компьютерных технологий и статистики.

## Содержание
Статьи и исходный код свободно доступны на сайте.
- Лицензия для статей: Creative Commons Attribution.
- Лицензия для исходного кода: GPL.

## Публикации
В случае одобрения, работы публикуются бесплатно.
Исходный код может быть написан на многих языках программирования (C, C++, S, Fortran, Java, PHP, Python, Ruby) или используя программные среды Mathematica, MATLAB, R, S-PLUS, SAS, Stata, XLISP-STAT.